# Neanotis tubulosa
Neanotis tubulosa är en måreväxtart som först beskrevs av George Don jr, och fick sitt nu gällande namn av David John Mabberley. Neanotis tubulosa ingår i släktet Neanotis och familjen måreväxter. Inga underarter finns listade i Catalogue of Life.